# Joanópolis
Joanópolis - là một đô thị ở bang São Paulo của Brasil, trong tiểu vùng Bragança Paulista. Đô thị này nằm ở vĩ độ 22º55'49" độ vĩ nam và kinh độ 46º16'32" độ vĩ tây, trên khu vực có độ cao 906 m. Dân số năm 2004 ước tính là 11.550 người. Đô thị này có diện tích 374,6 km². Mật độ dân số là 30,76 người/km².
Các đô thị giáp ranh gồm Extrema và về phía bắc, São José dos Campos về phía đông, Igaratá về phía đông nam, Piracaia về phía nam và Vargem về phía tây.

## Thông tin nhân khẩu
Dữ liệu dân số theo điều tra dân số năm 2000
Tổng dân số: 10.409
- Dân số thành thị: 10.409
- Dân số nông thôn: 0
- Nam giới: 5.306
- Nữ giới: 5.103

Mật độ dân số (người/km²): 27,79
Tỷ lệ tử vong trẻ sơ sinh dưới 1 tuổi (trên một triệu người): 16,80
Tuổi thọ bình quân (tuổi): 70,73
Tỷ lệ sinh (số trẻ trên mỗi bà mẹ): 2,29
Tỷ lệ biết đọc biết viết: 86,63%
Chỉ số phát triển con người (HDI-M): 0,766
- Chỉ số phát triển con người - Thu nhập: 0,711
- Chỉ số phát triển con người - Tuổi thọ: 0,762
- Chỉ số phát triển con người - Giáo dục: 0,824

(Nguồn: IPEADATA)

### Sông ngòi
- Usina Jaguari
- Rio Cachoeira
- Sông Jaguari

### Các xa lộ
- SP-36